# Windstream
Windstream Holdings est une entreprise américaine de télécommunication basée à Little Rock, dans l'Arkansas.

## Histoire
Elle est fondée en 2006.
En novembre 2016, Windstream annonce l'acquisition de EarthLink, une entreprise de télécommunication basée à Atlanta, pour 1,1 milliard de dollars, dettes incluses.